# 干しいも
- 干しいも
- 干し芋
- 干し藷
- ほしいも
- 乾燥いも
- 乾燥芋
- 甘藷切干
- かんしょ切干

干しいも（ほしいも）は、蒸したサツマイモを薄く切って乾燥させた食品で、乾燥いも、甘藷切干（かんしょきりぼし）などとも呼ばれる。薄切りの他に、丸干しや棒状に切ったものもある。干しいもは静岡県遠州が発祥とされ、日本での生産量は茨城県がもっとも多い。他に三重県や長崎県、中国などで生産されている。

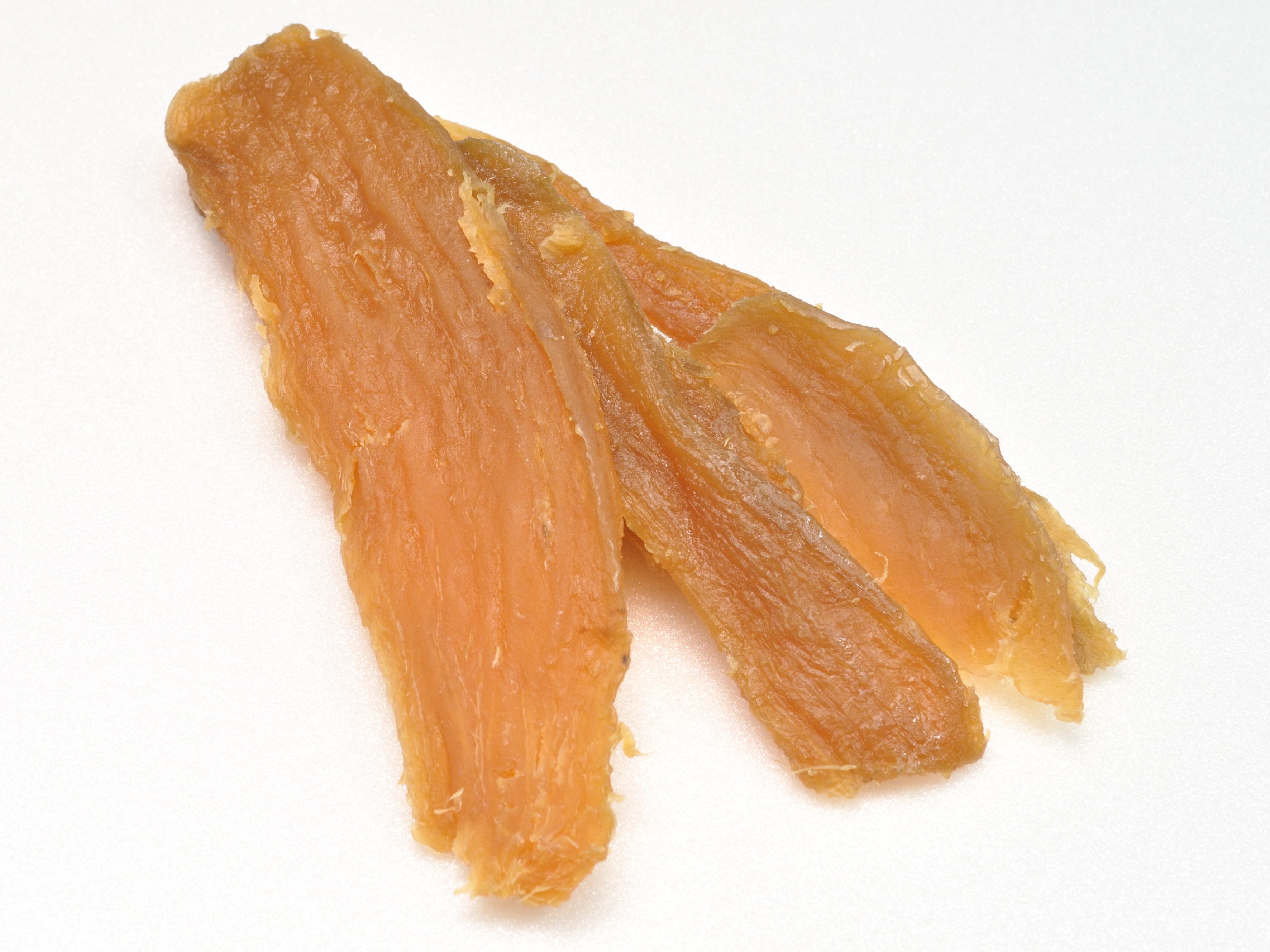
茨城県産玉豊を用いた干しいもの例

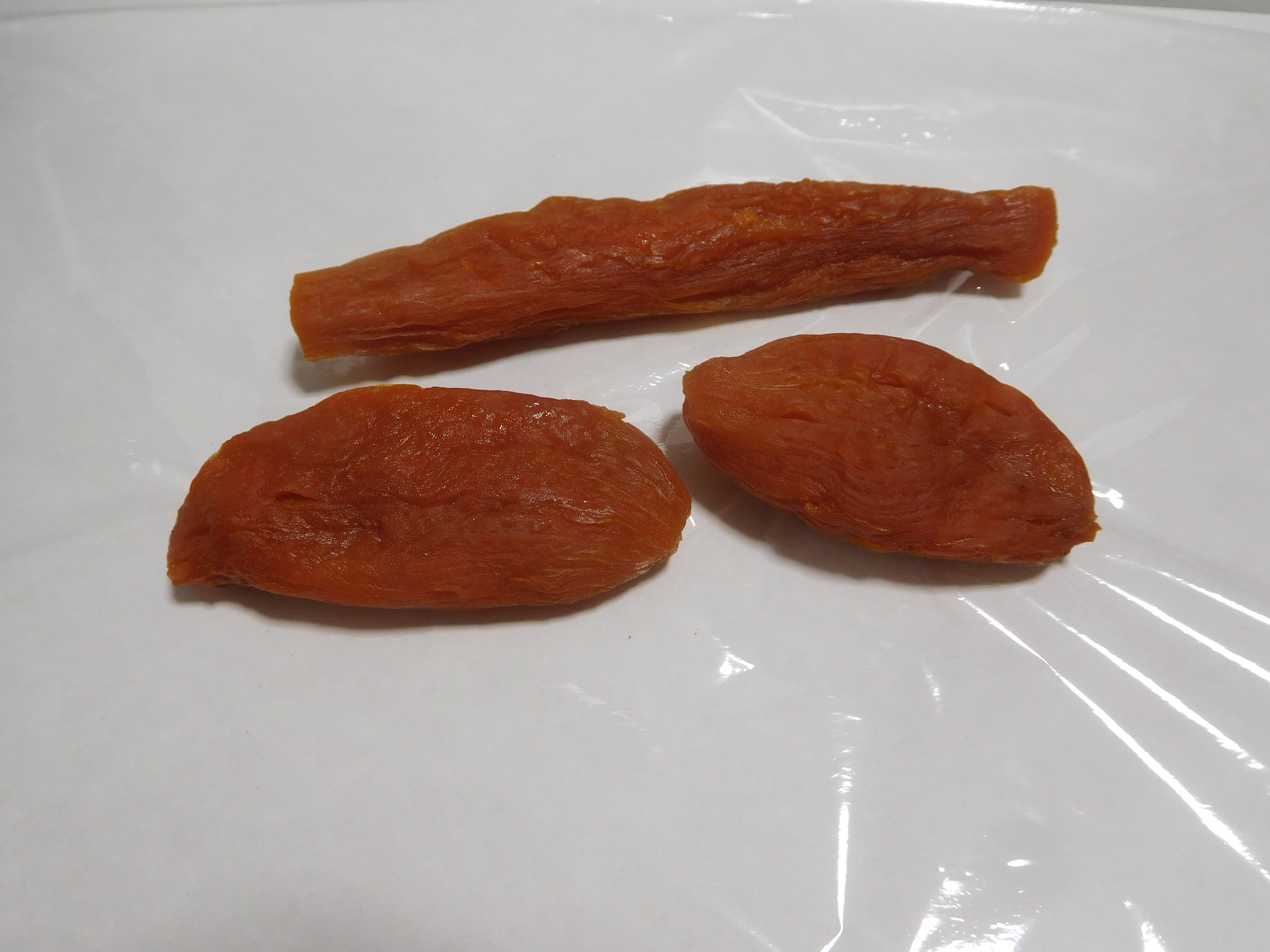
干しいもの一種「きんこ」（三重県志摩市の特産品）

## 概要
サツマイモを蒸して乾燥させた加工食品である。日本では全国各地でさまざまな乾燥芋が作られており、静岡県の切り干し芋、茨城県の干しいも、三重県のきんこ、高知県や愛媛県のひがしやまといった郷土料理が知られている。
類似する食品は日本全国で作られてはいるが、総生産量の約9割が茨城県で生産されている。これらの正式名は「甘藷蒸切干」だが、ほかに「乾燥芋（かんそういも、かんそいも）」「きっぽし」「いもかち」などと呼ばれることもある。これらはもともと煮切干という製法で製造されていたが、後に蒸切干という製法が一般化した。
干しいもの発祥は、遠江国（現:静岡県遠州）御前崎の栗林庄蔵が1824年に製造に成功した煮切干である。1892年頃には静岡県の大庭林蔵と稲垣甚七が蒸切干の製法を実用化した。1908年頃には干しいもの製法が茨城県那珂湊に伝わり、1955年には干しいも生産量で静岡県を抜いて茨城県が首位となり、2016年時点では干しいも生産の約9割を占める。

## 特徴
適度な水分を含むため、粘度のある噛み応えとサツマイモらしい甘味が特徴的である。そのまま生で食べてもよいが、火であぶる（焼き方で後述する）と柔らかくなり甘味も増し、また表面を軽く焦がすことにより香ばしさが生まれる。
栄養面でも優れている。コレステロールは含まれず、整腸作用のある食物繊維を多く含む。ビタミンB1やビタミンC、カリウムにも富んでいる。アルカリ性食品に分類されることも、健康に良い根拠として挙がる場合がある。
大きさは原料のサツマイモによって様々。形状は3種類ほどある。店頭で販売されているありふれた形状は「平干し（ひらぼし）」であり、一片が長さ10 - 15cmで幅5cm程度の細長い薄板状のものであり、芋を薄切り（スライス）してから干したものである。「丸干し（まるぼし）」は長さ10cm、直径2 - 3cm程度で、紡錘形とも棒状とも言えるもので、芋を薄切りにしないで芋の形のまま干したものである。近年は食べやすさを考慮し「角棒状の細切り」の商品も出回っている。
なお表面が白い粉で覆われている場合があるが、これは芋の自己分解で生まれた糖分が表面に出て結晶化したもので、カビではない。
後述するように複雑な製法ではないが、時間と手間がかかるため、価格は1袋500gで1000円程度するものもある。また製造時の端切れを集めたものを「切甲（せっこう）」「しろた」と言い、通常品の半値程度で販売されている。形が整っていないために二級品扱いで安価ではあるが、味は変わらない。家庭でも作ることができるが、美味しく仕上げるには蒸し方にある程度のコツが必要となる。

## 歴史

### 静岡へのサツマイモ栽培の伝来

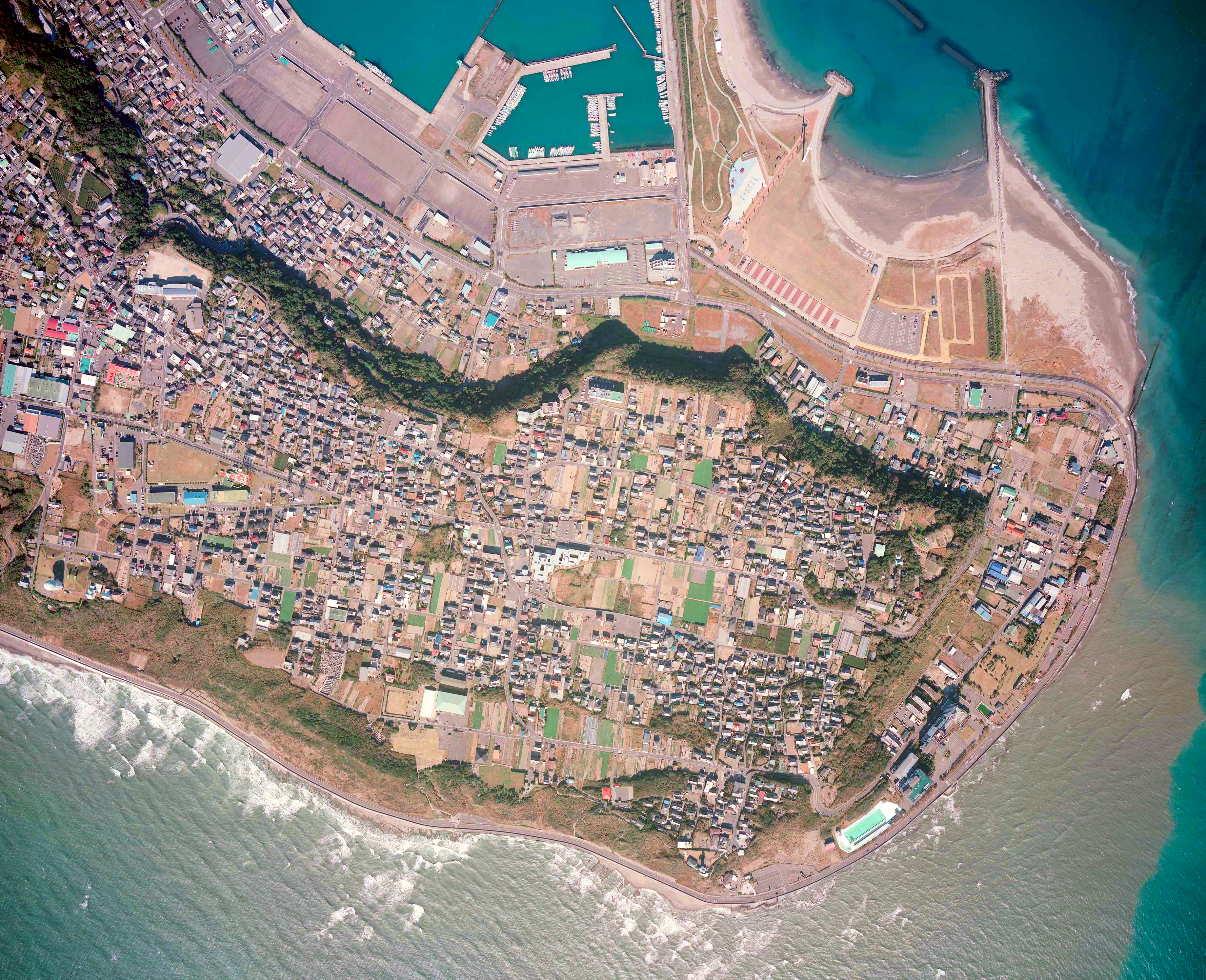
静岡県御前崎市御前崎の航空写真（2012年11月20日）。サツマイモ栽培が伝来した遠江国榛原郡地頭方村の飛び地である御前崎に該当する

静岡県へのサツマイモ伝来は、江戸時代中期である。1766年（旧暦明和3年）、薩摩藩の御用船であった豊徳丸が遠州灘で難破し、御前崎沖で座礁するという海難事故が発生した。遠江国榛原郡地頭方村の飛び地である御前崎で二ツ家の組頭を務めていた大沢権右衛門は、住民たちを率いて、乗員24名を救助し、衣服や食事を与えて介抱した。これに対し、薩摩藩側は権右衛門に金20両を謝礼として渡そうとしたが、権右衛門は「難破船を助けるのは村の習わし」と述べ、金20両を受け取らなかった。権右衛門の廉直な言動に感銘を受けた薩摩藩は、謝礼金の代わりとして豊徳丸の積み荷であったサツマイモ3本を贈ることにした。当時、サツマイモは薩摩藩の重要な特産品であり、その栽培方法は門外不出とされていた。しかし、薩摩藩は権右衛門に対して栽培方法を伝授してくれた。こうして御前崎の地にサツマイモの栽培方法が伝わった。

### 煮切り干し法の誕生

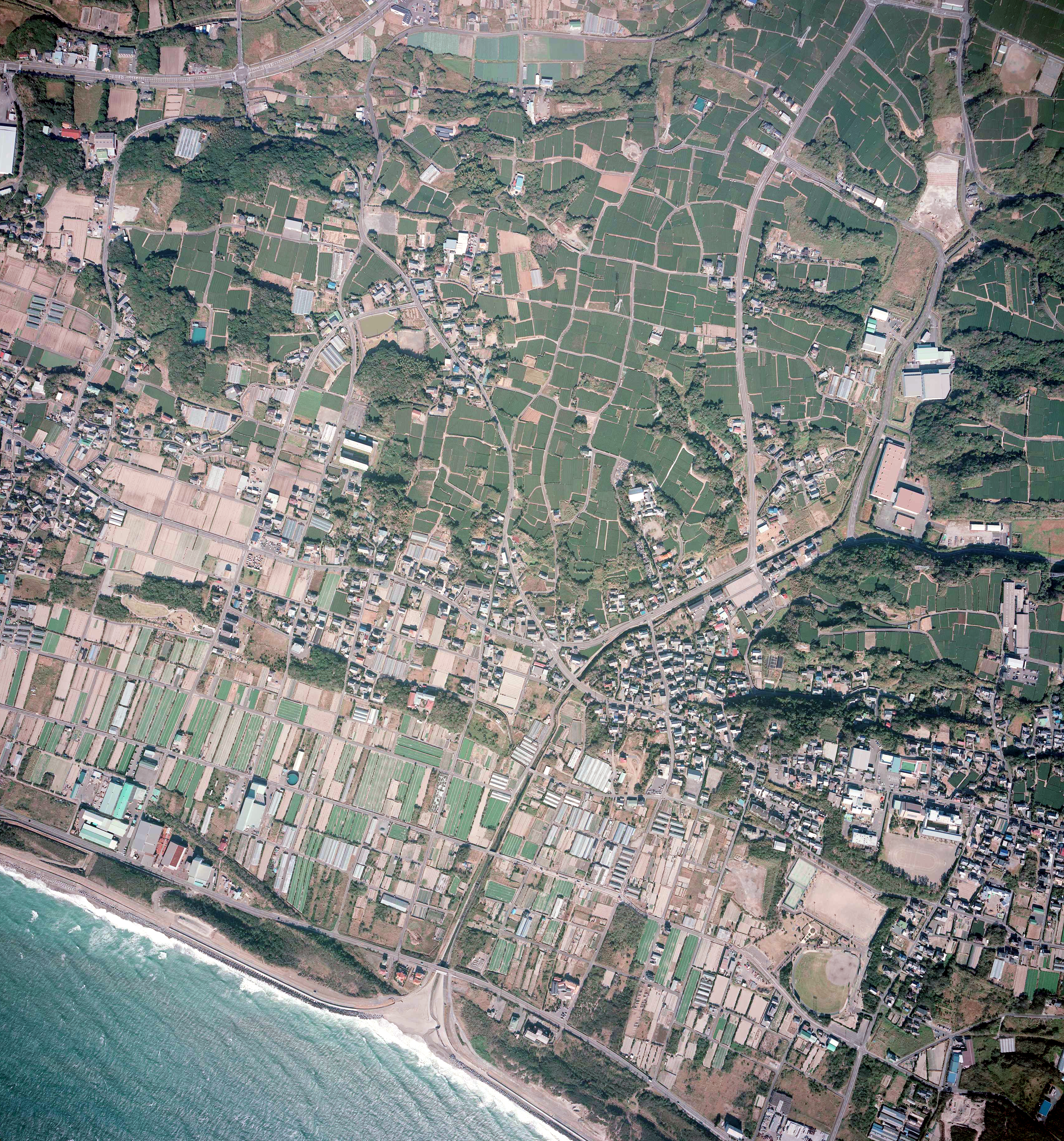
静岡県御前崎市白羽の航空写真（2012年11月20日）。切り干し芋が誕生した遠江国榛原郡白羽村に該当する

大沢権右衛門が下賜された3本のサツマイモを起源として、遠江国の海岸部ではサツマイモ栽培が普及した。そのような状況の中で、遠江国榛原郡白羽村の農家である栗林庄蔵が、サツマイモの生産や加工に革新を齎した。まず、庄蔵は、生のサツマイモを薄く切って乾燥させる加工法を考案した。こうして生み出された乾物は「白切り干し」と呼ばれ、生のままでは腐りやすいサツマイモの欠点を補うものとして広まった。さらに、白切り干しを粉末状にしたうえで、それを水で捏ねて蒸かし、餅の代用品として「お日和もち」と名付けて江戸で販売した。
さらに庄蔵はサツマイモの加工に試行錯誤を重ねた結果、1824年（旧暦文政7年）、サツマイモを煮てから包丁で薄く切り、それを乾燥させる加工法を考案した。この手法は「煮切り干し法」と呼ばれ、結果として生み出された乾物が切り干し芋の原型となった。サツマイモを煮切り干し法で加工すると、保存性が向上するとともに甘みも増大することから、切り干し芋は好評を博した。
もともと遠江国の東部は降水量が少なく、農地を灌水するのも困難なほどであり、農業には困難が付きまとっていた。だがサツマイモは乾燥に強く、栽培に大量の水を必要としない。また、遠江国は日照時間が長く、冬になると「遠州のからっ風」と呼ばれる強風が吹くなど、切り干し芋の製造に適した気候条件であった。結果、遠江国において切り干し芋の生産は爆発的に普及した。

### 蒸切り干し法の誕生

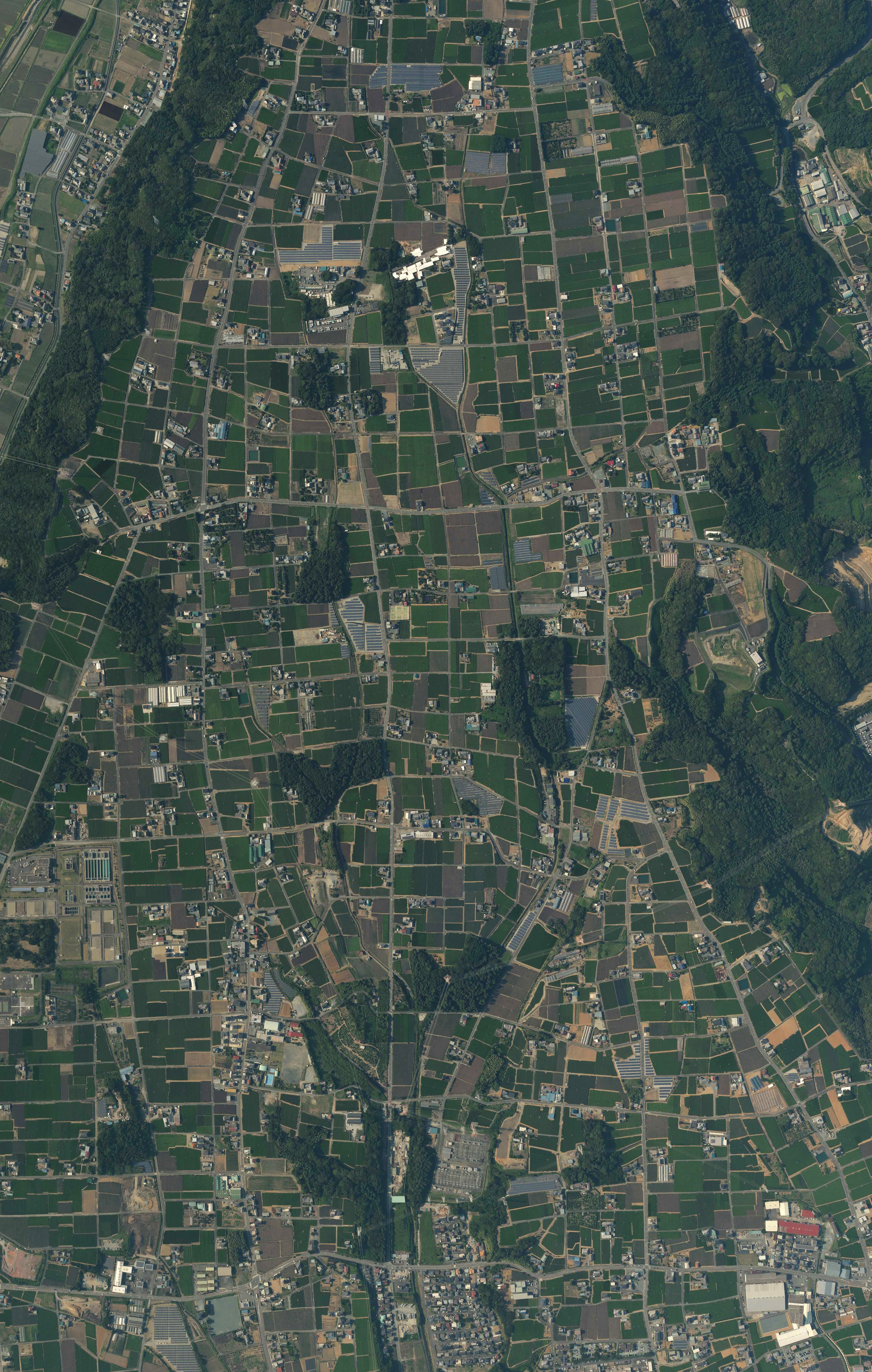
静岡県磐田市藤上原、大久保の航空写真（2020年6月16日）。蒸切り干し法が誕生した豊田郡大藤村に該当する

明治時代になると、静岡県豊田郡大藤村の大庭林蔵と稲垣甚七が、それぞれ切り干し芋の加工法の改善に取り組んだ。結果、1892年（明治25年）頃、林蔵と甚七とが、サツマイモを「煮る」従来の加工法に変わり、「蒸す」加工法をそれぞれ考案した。この手法は「蒸切り干し法」と呼ばれており、切り干し芋の大量生産が可能となった。
大量生産の結果、冬の保存食として活用されたり、子供向けの間食としても喜ばれたりと、用途が拡大していった。日露戦争で野戦食としても活用され、「軍人いも」と呼ばれた。気候の関係でサツマイモが栽培できない北海道や東北地方などにも出荷されるようになり、全国的に広まることになった。

### 茨城での干しいも生産

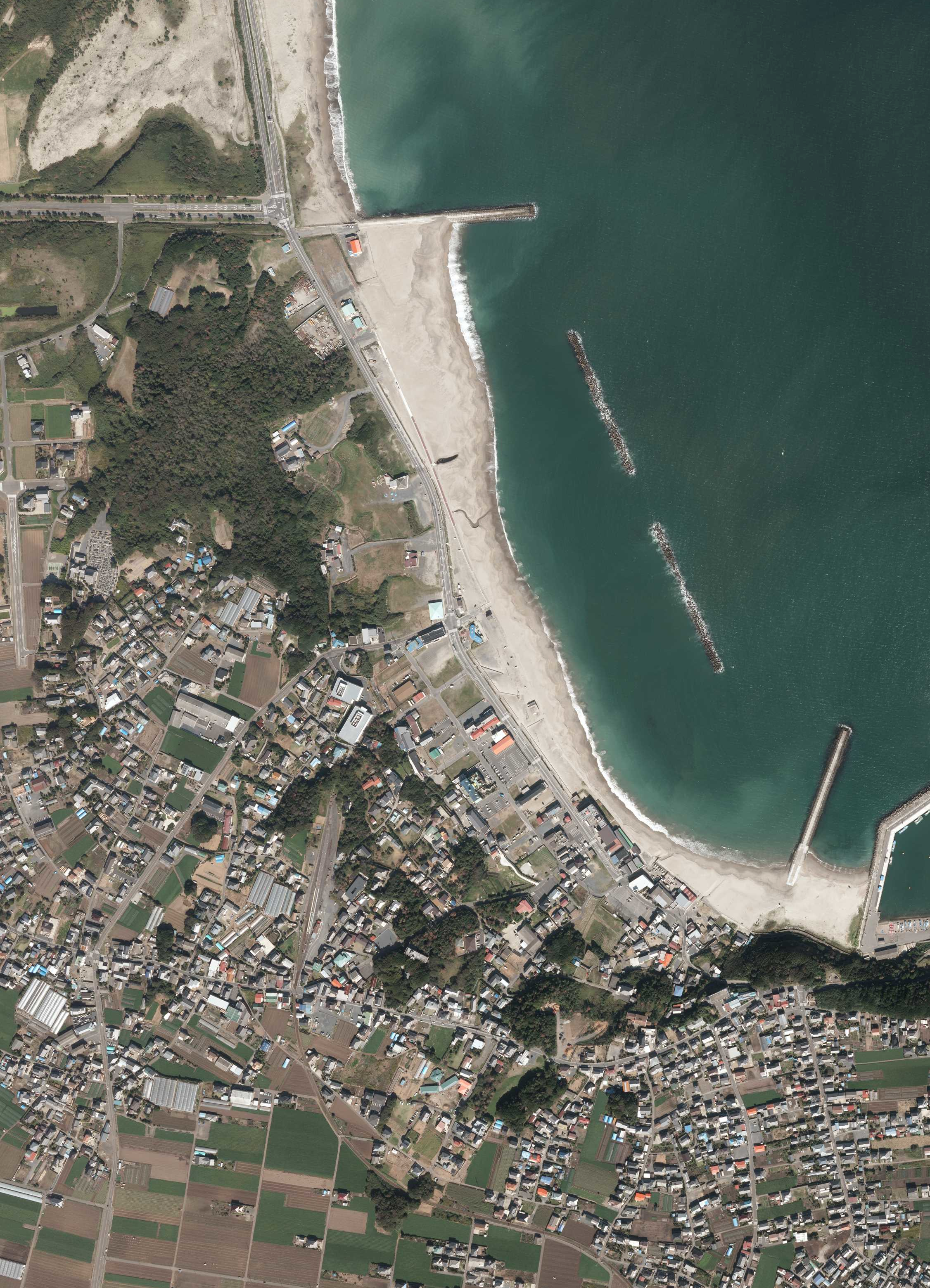
茨城県ひたちなか市阿字ケ浦町の航空写真（2012年10月16日）。照沼勘太郎が干し芋を開発した茨城県那珂郡前渡村前浜に該当する

静岡県の切り干し芋が茨城県に伝わったのは、那珂郡前渡村の照沼勘太郎がきっかけである。明治時代に茨城県から来た船が静岡県沖で難破し、乗員らが救助された。救助された一人であった照沼勘太郎は、静岡県で切り干し芋の存在を知った。茨城県那珂郡前渡村に帰郷した勘太郎は、静岡県の切り干し芋を参考にしてサツマイモの加工に取り組んだ。その結果、勘太郎は、1895年（明治28年）にサツマイモの乾物の製造に成功した。
さらに1908年になると、静岡県から茨城県那珂湊（現在のひたちなか市）に製法が伝わり生産が本格化した。導入経過は2説あり、一説には煎餅屋の湯浅藤七という人物が導入し、宮崎利七が静岡からの技術支援を受けて、那珂湊の水産干物加工設備を流用して企業化した。異説としては、小池誠司（吉兵衛）・大内地山兄弟が、茨城県知事の森正隆に献策して、静岡からの技術者2名の派遣を受けて製造を始めたとする。ただし、後者の小池らの事業はごく小規模に個人レベルで行っただけと見られる。その後、原料のサツマイモに適した土壌だったことや、冬の乾燥した気候が生産に適していたことから茨城県での生産量が増加。1955年には茨城県が総生産量で首位となった。
茨城県の官民も地元の名産としてアピールしている。照沼勘太郎らが暮らしていたひたちなか市阿字ヶ浦町は干しいもの生産がさかんであるが、その地に鎮座する堀出神社は、2019年に干しいも生産者やサツマイモ農家など地元経済界の協力を得て「ほしいも神社」を境内末社として創建した。境内には顕彰碑が建立され、宮崎利七翁、湯浅藤七翁、小池吉兵衛翁、大和田熊太郎翁、白土松吉翁の5柱を「ほしいもの神様」と位置づけて、その功績を称えている。
ひたちなか商工会議所は、干しいもを使ったパイ菓子開発や歴史を紹介する書籍『ほしいも学校』出版など「ほしいも魅力発信プロジェクト」で、日本商工会議所から2019年度「全国商工会議所きらり輝き観光振興大賞」に選ばれた。

## 作り方

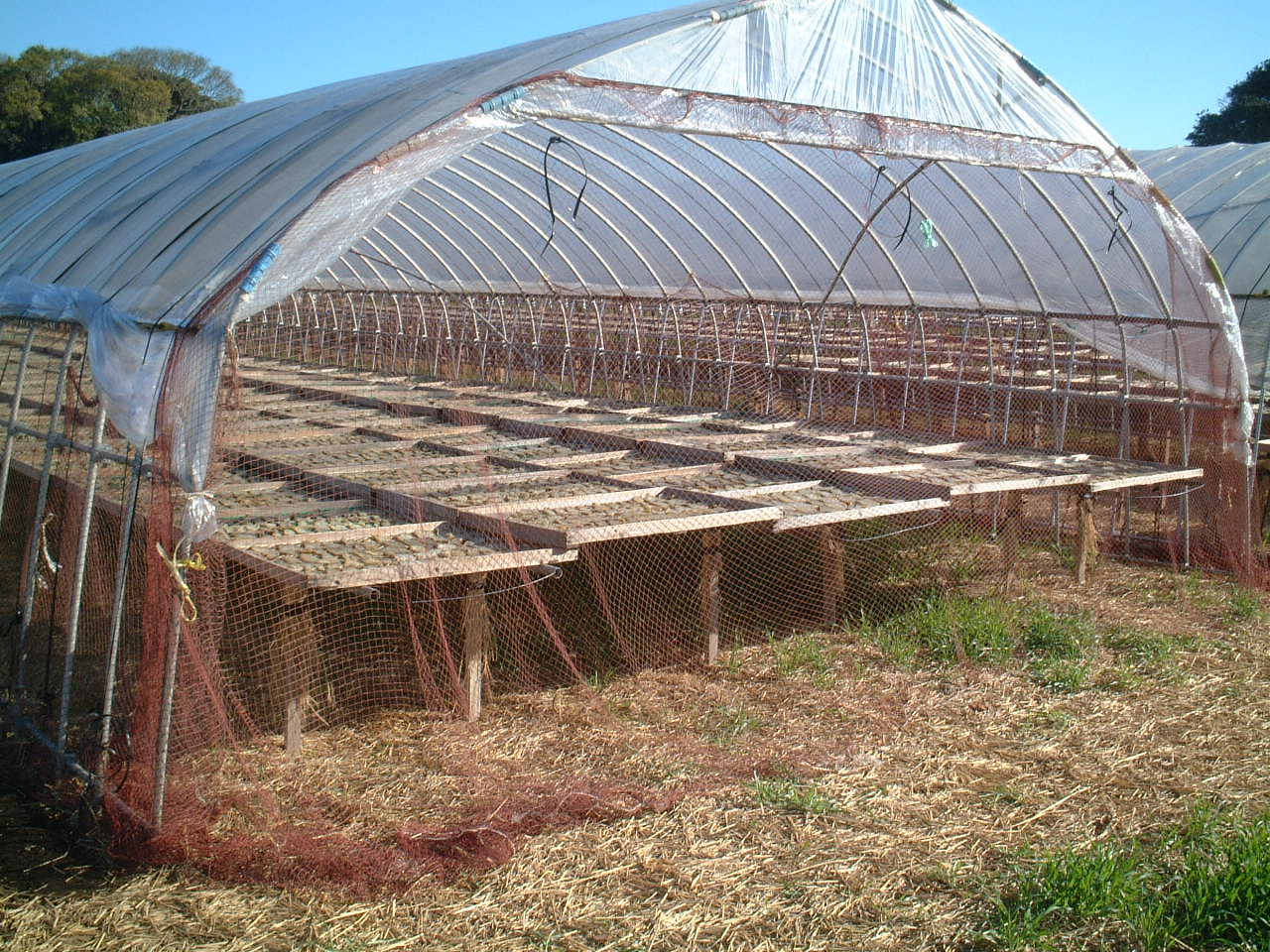
薄切りにしたサツマイモを乾燥させて干し芋を作る様子（茨城県ひたちなか市）

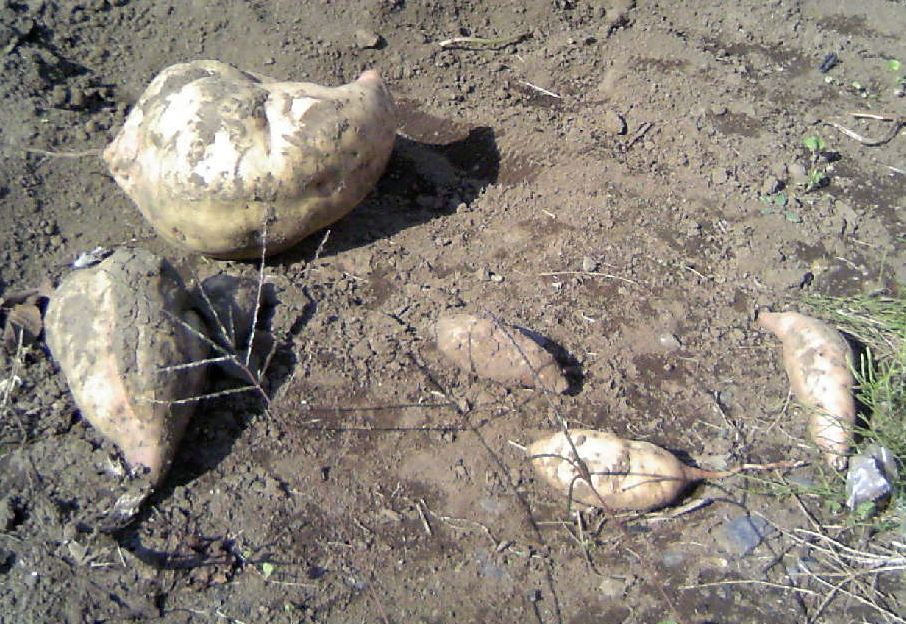
原料になる玉豊種のサツマイモ

水でよく洗った皮付きのサツマイモを1時間以上かけて蒸し上げ、まだ熱いうちに皮をむき、その後冷えたものを薄く切りすだれに広げ、天日で1週間程度干す。
製品の形状には主流の平干しのほか、丸干し、角干し、焼き干しいもなどがある。平干しはピアノ線などを使って1cm程度の厚さに切ってから干される。切らずにそのまま干した「丸干しいも」の場合、20日間ほどのより長期の乾燥が必要になる。良く乾燥させた方が保存性は高くなるが、食感は固くなる。
サツマイモの甘味を増やすため、サツマイモを収穫後に寒気にあて糖化させるなどの工夫もしている。
近年は、衛生確保のためビニールハウスや網を張って乾燥させていることが多い。また近年は雨量が増えて天日乾燥が難しくなったため、機械乾燥で生産されるものもある。蒸すのではなく、茹でたものを干す場合もあるが、この場合デンプンが糊化しないので蒸したものより固くなる。
原料となるサツマイモの品種は玉豊種（タマユタカ、農林22号）が主で、いずみ種（泉13号）も使用される。2005年頃からは、新品種の玉乙女種も使用されている。ベニマサリや紅はるかを使ったものもある。主力の玉豊種は今では干しいもの専用品種に近いサツマイモで、1961年から使用されるようになった。他の品種と比べて大型で、外皮、肉色とも白く、食感はホクホクではなくネットリしている。生では白いのに、干すと飴色に変わる。
サツマイモの収穫後に製造されるため、必然的に干しいもの製造は冬季から初春に行われるが、冷凍保存されたものが一年を通じて流通している。
製法としては、サツマイモを煮てから乾燥させる「煮切り干し法」と、蒸かしてから乾燥させる「蒸切り干し法」に大別される。
静岡県での干しいもは当初は煮切り干し法を採用していたが、その後、蒸切り干し法が考案され、サツマイモを蒸かして乾燥させるようになった。なお、茨城県の干し芋は、静岡県の切り干し芋を参考にして開発されたため、当初より蒸切り干し法で製造されている。
一方、三重県のきんこは、煮切り干し法を採用している。皮を剥いてから煮るのか、剥かずに煮るのかといった差異によりやり方はあるものの、いずれもサツマイモを煮て乾燥させる製法となっている。

## 食べ方
そのまま食べることが多いが、トースターや炭火で軽く炙って食べてもよい。干し芋の焼き方についてはオーブンや電子レンジ、ストーブの直熱などで温める方法がある。

## 保存方法
室温保存も可能であるが、保存料等は使われておらず、さらに最近のものは食感を良くするため乾燥しすぎないようにしているのでカビが発生しやすい。このため冷蔵庫での保存が好ましい。冷凍にすれば長期保存が可能である。なお、適切な保存がされずにカビが生えてしまい、クレームを招くことの多い商品の一つであるが、前述の結晶化した糖分がカビと見間違えられただけのケースもある。
店頭販売用の干しいもは、密封性の高いフィルムで作られた包装袋に脱酸素剤と同封することで、日持ちを向上させている。

## 産地および名称
県別の生産高では茨城県（ひたちなか市、東海村）が全国第1位となっているほか、冬のからっ風が強い群馬県、明治時代に産業化が始められた静岡県、長崎県などで生産が多い。最近では茨城県の業者による技術指導の下、中国産も出回っているが、国産に比べ甘味や食感に差異がある。
三重県のきんこについては、誰が開発したのか伝わっておらず、開発された時期や場所も不明である。高知県や愛媛県のひがしやまも、開発者の氏名や開発時期、開発場所は不明であり、その名称の由来すら伝わっていない。

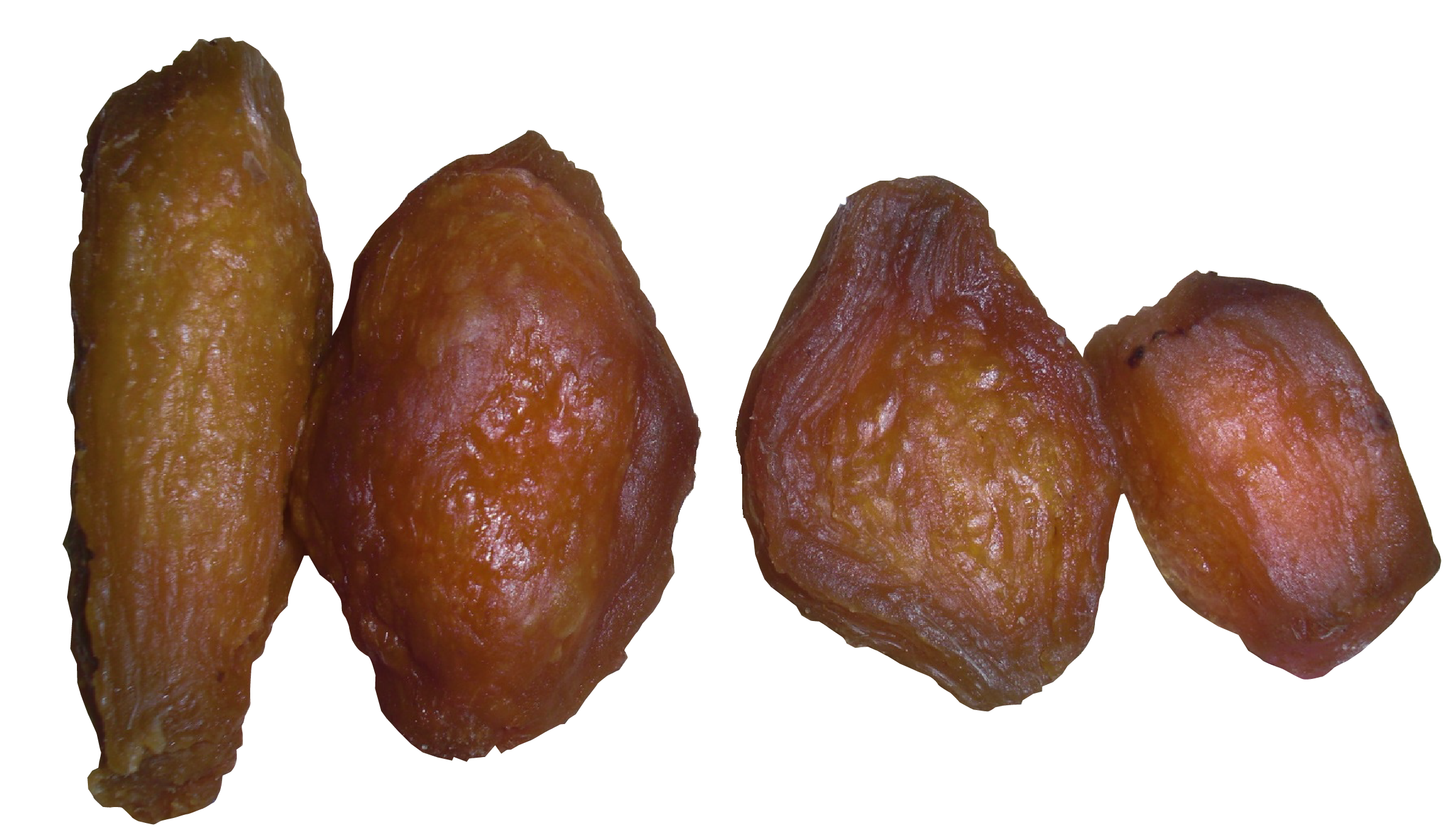
三重県のきんこ

統計用語としては、農林水産省の生産農業所得統計では「かんしょ切干」、日本への輸入品について記載した日本貿易月報では「調整したかんしょ」、静岡市中央卸売市場の統計書では「 かんそういも」と記載されている。日本貿易月報の資料の説明によれば「調整したかんしょ」とは、“いわゆる干しいも（蒸し切り干し・乾燥いも）で、一般的に冷凍して輸入される。”とある。

## 通商
日本
日本に干しいもが輸入される場合、多くは冷凍された状態で持ち込まれる。具体的には“調製したかんしょ（単に蒸気又は水煮による加熱調理をした後、乾燥したもので、全形のもの及び断片状のものに限る。）”とされ、関税番号として2008.99-251が割り当てられており、例として“いわゆる干しいも（蒸し切り干し・乾燥いも）”が該当するとしている。
ベトナム
ベトナム社会主義共和国では、乾燥いもは国際郵便における禁制品の一つとして位置づけられており、ベトナム郵便電気通信公社により条件付許容物品に指定されている。そのため、1000グラムを超える乾燥いもをベトナム宛に郵送することは禁じられている。通常郵便だけでなく、小包郵便や国際スピード郵便であっても同様に規制されている。一方、芋の木や塊茎の場合はさらに厳しく、ベトナム宛に郵送することは全面的に禁止されている。